# 蛋白质微阵列
蛋白质微阵列（英語：Protein microarray，亦称为蛋白质芯片）是一种高通量方法，用于跟踪蛋白质的相互作用和活性，并确定它们的功能，并大规模确定的功能。  它的主要优势在于可以并行跟踪大量蛋白质。 该芯片由载玻片、硝酸纤维素膜、珠子或微量滴定板等支持表面组成，捕获蛋白阵列结合到该支持表面上。通常用荧光染料标记的探针分子被添加到阵列中。 探针和固定化蛋白质之间的任何反应都会发出荧光信号，激光扫描仪可以读取该信号。蛋白质微阵列是快速、自动化、经济且高度灵敏，消耗少量样品和试剂。
该芯片将不同的具有生物活性的蛋白质分别置于微量板的不同孔内来进行蛋白质功能筛选的文库。它实质上是cDNA阵列文库的继续。

## 製作
构建蛋白质阵列文库的第一步是建立全长cDNA表达文库，再将cDNA文库转化成蛋白质文库。原则上所有cDNA都可以用于蛋白质文库的构建，然而大多数蛋白质因不具备体外可检测的生物活性，因而不适于文库筛选。目前能适用于体外高通量功能筛选的蛋白质主要有细胞膜「表面蛋白」和「分泌型蛋白」。大部分分泌型蛋白质在氨基末端含有20至40个氨基酸的信号肽。而膜蛋白均含有跨膜疏水性的α螺旋结构。利用计算机程序可以预测这两类蛋白，从而挑选相应的cDNA构建蛋白质阵列文库。一旦cDNA文库确定后，可将cDNA克隆到表达标记蛋白的载体内，应用高通量自动化的蛋白表达系统来表达和纯化带有标记的靶蛋白。

## 比較
和cDNA文库相比，蛋白质文库稳定性差，因為蛋白质易降解和沉淀。为了保证蛋白质的活性通常需要新鲜制备用于筛选的蛋白质。